# Sturgeon Bay
La ville de Sturgeon Bay est le siège du comté du comté de Door, dans l’État du Wisconsin, aux États-Unis. Sa population s’élevait à 9 144 habitants lors du recensement de 2010, estimée à 8 910 habitants en 2016.

## Économie
Un chantier naval, Peterson Builders (en), y est actif de 1933 à 1998 fabriquant de nombreux petits navires de tous types.